# Judas Priest
Judas Priest – brytyjska grupa heavymetalowa założona w 1969 roku w Birmingham (hrabstwo West Midlands) w Anglii, znana głównie z dwóch gitar prowadzących i dysponującego bardzo dużą skalą głosu wokalisty. Sprzedano ponad 50 mln płyt i innych nośników dźwięku z utworami zespołu.
Po początkowych problemach z wytwórnią i wielu zmianach w składzie, grupa osiągnęła znaczny komercyjny sukces w latach 80. i stała się silną inspiracją dla muzyków New Wave of British Heavy Metal i thrashmetalowców. W roku 1989 członkowie zostali oskarżeni o umieszczanie w tekstach utworów przekazów podprogowych, które miały być przyczyną samobójstwa dwóch młodych ludzi, jednakże zostali uniewinnieni.
Skład zespołu często ulegał zmianie, wliczając w to liczne zmiany perkusisty w latach 70. i chwilowe odejście wokalisty Roba Halforda na początku lat 90. W 2011 zespół rozpoczął pożegnalne, światowe tournée oraz ogłosił, że nowego albumu należy oczekiwać pod koniec 2012 roku, jednak na początku lipca, gitarzysta, Richie Faulkner powiedział, że premiery należy oczekiwać na początku 2013 roku. Siedemnasty album studyjny grupy Redeemer of Souls, miał premierę w lipcu 2014, a ostatni Invincible Shield w 2024 roku.
Zespół uważany jest za jeden z najważniejszych w kulturze heavymetalowej, nazywani często – „Metal Gods” („Bogowie Metalu”). Koncerty, na których Halford często wjeżdżał na scenę Harleyem, oraz jego ubiór przeszły do historii heavy metalu.
W 2022 zespół został wprowadzony do Rock and Roll Hall of Fame.

## Historia

### Początki (1969–1974)
K.K. Downing, Ian Hill i John Ellis znali się od wczesnych lat, dorastając i chodząc do szkoły Churchfields w West Bromwich. Downing i Hill stali się bliskimi przyjaciółmi, gdyż dzielili podobne muzyczne gusta (Jimi Hendrix, The Who, Cream, The Yardbirds) i uczyli się gry na instrumentach. Zespół został utworzony w październiku 1970 roku w Birmingham, West Midlands, w Anglii po rozwiązaniu lokalnego zespołu Judas Priest (zaczerpnięte z piosenki Boba Dylana The Ballad of Frankie Lee and Judas Priest).
Oryginalne Judas Priest zostało utworzone we wrześniu 1969 roku przez Ala Atkinsa (śpiew), gitarzystę Erniego Chatawaya, basistę Bruno Stapenhilla i perkusistę Johna Partridge’a. Stappenhill wymyślił nazwę Judas Priest i w jego domu odbywały się próby. Zespół zagrał swój pierwszy koncert 25 listopada 1969 r. w Hotelu „The George” w Walsall, a następnie koncertował w Szkocji w grudniu 1969 i styczniu 1970 r. Grupa rozpadła się w kwietniu 1970 r. po ostatnim koncercie 20 kwietnia 1970 r. w centrum młodzieży w Cannock. W kościele Św. Jakuba w Wednesbury, niedaleko West Bromwich Atkins spotkał następny skład Judas Priest – gitarzystę Kenny’ego Downinga, basistę Iana „Skull” („Czaszkę”) Hilla i perkusistę Johna Ellisa. Mieli oni własny zespół nazwany Freight (Ładunek), w którym grali od kwietnia 1970 r. Zespół poszukiwał wokalisty i został nim Al Atkins, który zaproponował nazwę swojego wcześniejszego zespołu – Judas Priest. Próby odbywały się w domu przybranej matki Atkinsa. Judas Priest z nowym składem zagrał swój pierwszy koncert 16 marca 1971 r. w St John’s Hall w Essington.
Z Downingiem będącym liderem, zespół eliminował wpływy bluesa na rzecz hard rocka. Kwartet grywał w okolicy Birmingham i sąsiadujących terenach z wieloma perkusistami do 1974 r., czasem supportując takie zespoły jak Budgie, Thin Lizzy i Trapeze. Ostatecznie trudności finansowe i problemy w zarządzaniu doprowadziły do odejścia z zespołu Alana Atkinsa i perkusisty Alana Moore’a w maju 1973 r.
W tym samym czasie Ian Hill chodził z dziewczyną mieszkającą niedaleko miasta Walsall, która zaproponowała, by jej brata, Roba Halforda, wziąć pod uwagę przy szukaniu wokalisty. Halford dołączył do zespołu wraz z perkusistą Johnem Hinchem z ich wcześniejszego zespołu, Hiroshima. Ten skład koncertował po Wielkiej Brytanii, często supportując Budgie i zagrał kilka koncertów w Norwegii i Niemczech.
| 1969–1970 | - Al Atkins – śpiew - Ernie Chataway – gitara - Bruno Stapenhill – gitara basowa - John Pattridge – perkusja                                                                    |
| 1970      | - Al Atkins – śpiew - K.K. Downing – gitara - Ian Hill – gitara basowa - John Ellis – perkusja                                                                                  |
| 1971      | - Al Atkins – śpiew - K.K. Downing – gitara - Ian Hill – gitara basowa - Alan Moore – perkusja                                                                                  |
| 1971–1973 | - Al Atkins – śpiew - K. K. Downing – gitara - Ian Hill – gitara basowa - Chris Campbell – perkusja                                                                             |
| 1973–1974 | - Rob Halford – śpiew - K.K. Downing – gitara - Ian Hill – gitara basowa - John Hinch – perkusja                                                                                |
| 1974–1975 | - Rob Halford – śpiew - K.K. Downing – gitara - Glenn Tipton – gitara, klawisze, śpiew towarzyszący - Ian Hill – gitara basowa - John Hinch – perkusja                          |
| 1975–1976 | - Rob Halford – śpiew - K.K. Downing – gitara - Glenn Tipton – gitara, klawisze - Ian Hill – gitara basowa - Alan Moore – perkusja                                              |
| 1977      | - Rob Halford – śpiew - K.K. Downing – gitara - Glenn Tipton – gitara, klawisze - Ian Hill – gitara basowa razem z - Simon Phillips – perkusja na Sin After Sin (muzyk sesyjny) |
| 1977–1979 | - Rob Halford – śpiew - K.K. Downing – gitara - Glenn Tipton – gitara, śpiew towarzyszący - Ian Hill – gitara basowa - Les Binks – perkusja                                     |
| 1979–1989 | - Rob Halford – śpiew - K.K. Downing – gitara - Glenn Tipton – gitara - Ian Hill – gitara basowa - Dave Holland – perkusja                                                      |
| 1989–1993 | - Rob Halford – śpiew - K.K. Downing – gitara - Glenn Tipton – gitara - Ian Hill – gitara basowa - Scott Travis – perkusja                                                      |
| 1993–1996 | - K.K. Downing – gitara - Glenn Tipton – gitara - Ian Hill – gitara basowa - Scott Travis – perkusja                                                                            |
| 1996–2003 | - Tim Owens – śpiew - K.K. Downing – gitara - Glenn Tipton – gitara - Ian Hill – gitara basowa - Scott Travis – perkusja                                                        |
| 2003–2011 | - Rob Halford – śpiew - K.K. Downing – gitara - Glenn Tipton – gitara - Ian Hill – gitara basowa - Scott Travis – perkusja                                                      |
| 2011–     | - Rob Halford – śpiew - Richie Faulkner – gitara - Glenn Tipton – gitara - Ian Hill – gitara basowa - Scott Travis – perkusja                                                   |

### Rocka Rolla(1974–1975)
Przed nagraniem pierwszego albumu, wytwórnia zaproponowała, aby przyjęli dodatkowego muzyka do składu zespołu. Jako że Downing nie chciał przyjmować keyboardzisty ani trębacza do zespołu, więc przyjął jeszcze jednego gitarzystę, Glenna Tiptona w kwietniu 1974 r. z pochodzącego ze Stafford zespołu Flying Had Band. W czerwcu 1974 r. zespół wydał swój debiutancki singiel Rocka Rolla, a miesiąc później album o tej samej nazwie.
Problemy techniczne podczas nagrywania przyczyniły się do złej jakości nagrań na płycie. Producent Rodger Bain, którego CV zawiera pierwsze trzy albumy Black Sabbath i pierwszy album Budgie zdominował produkcję i wykonał decyzje, których zespół nie zaakceptował. Bain postanowił także, by nie dodawać ulubionych piosenek fanów takich jak Tyrant, Genocide i The Ripper w wersjach live oraz skrócił piosenkę Caviar and Meths z początkowych 10 do 2 minut.

### Sad Wings of Destiny(1975–1977)

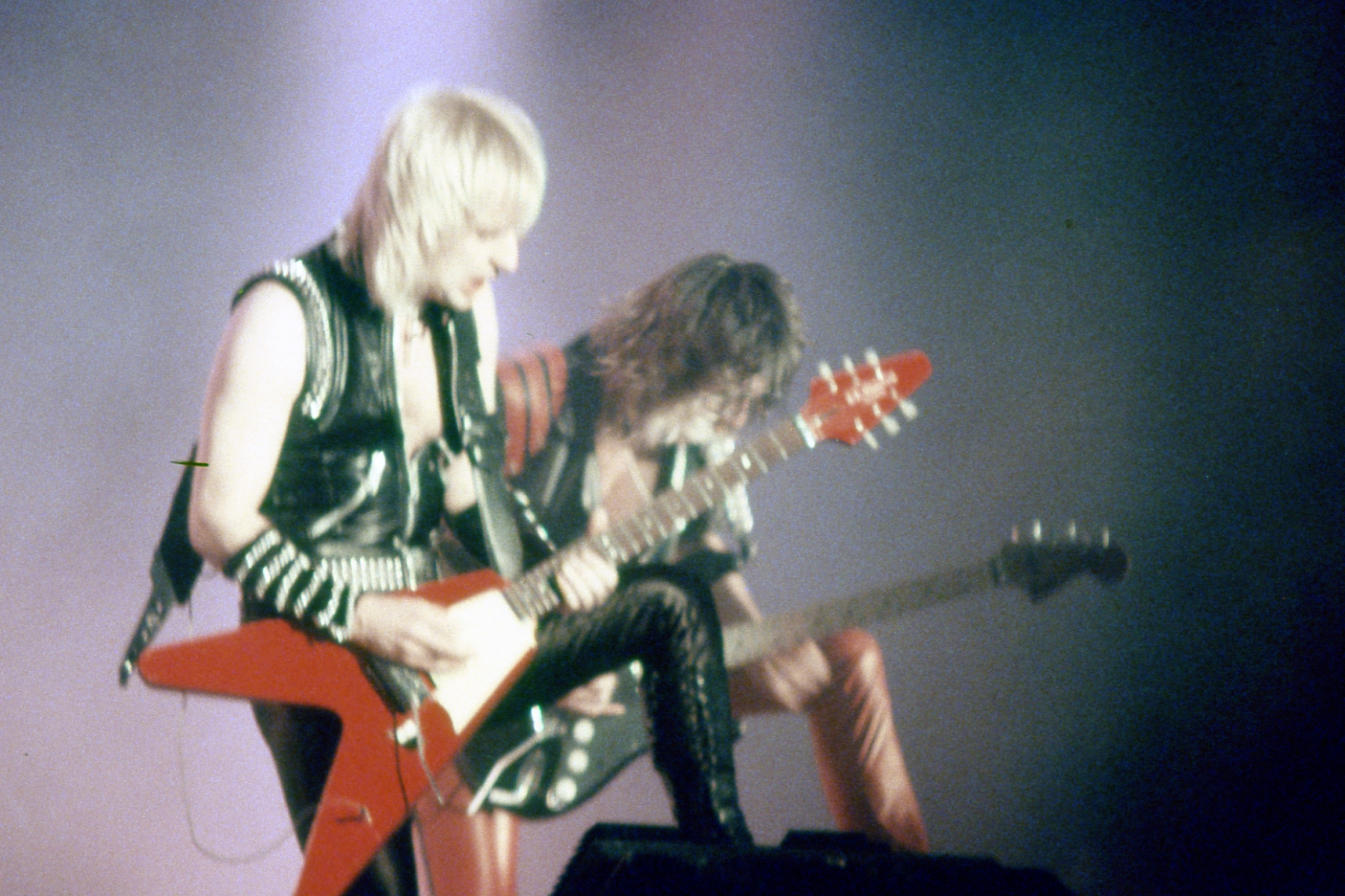
K.K. Downing i Glenn Tipton, podczas występu na Velódromo de Anoeta w San Sebastián w Hiszpanii w 1984

Zespół bardziej uczestniczył w produkcji w ich następnym albumie, nagrywanym od stycznia do lutego 1976 r. i wybrali producentów sami. Rezultat, Sad Wings of Destiny, zawierający trochę starego, nieużytego materiału i legendarne Victim of Changes, piosenki powstałej z połączenia Whiskey Woman, napisanej w czasach Ala Atkinsa i Red Light Lady, napisanej przez Halforda w jego poprzednim zespole, Hiroshima. Ten album i występ w 1975 na Reading Festival poszerzył zainteresowanie zespołem i powiększył liczbę fanów.

### Lata Les Binksa (1977–1979)
W roku 1977 kontrakt z wytwórnią Gull Records zakończył się i producentem Sin After Sin, pierwszego albumu nagrywanego z nową wytwórnią, Columbia Records został były basista Deep Purple, Roger Glover. Zespół wynajął sesyjnego perkusistę Simona Phillipsa do nagrań. W następującej po wydaniu trasie koncertowej uczestniczył Les (James Leslie) Binks. Po zakończeniu trasy, muzycy Judas Priest zaproponowali mu pozostanie w zespole. W roku 1978 razem nagrali album Stained Class i Killing Machine, wydany w Ameryce jako Hell Bent for Leather. Binks, który napisał Beyond the Realms of Death, był utalentowanym i wykwalifikowanym perkusistą, który polepszył i doszlifował brzmienie zespołu. Binks grał również na Unleashed in the East, które zostało nagrane na żywo w Japonii, podczas trasy koncertowej promującej Killing Machine. Porównując z nagraniami z Killing Machine na Unleashed in the East, piosenki były krótsze, dzięki temu nie wyzbywając się ciężkiego metalowego grania zespół stawał się bardziej popularny.

### Komercyjny sukces (1979–1991)
Po sukcesie Killing Machine wydany został album z promującej trasy koncertowej zatytułowany Unleashed in the East. Był to pierwszy z wielu albumów Judas Priest, który w Stanach Zjednoczonych otrzymał status platynowej płyty. W tym samym czasie zaczęto krytykować zespół za poprawki i używanie dubbingu w wersjach live.
Po odejsciu Les Binksa, jego miejsce zajął Dave Holland z zespołu Trapeze. Z tym składem, Judas Priest nagrali 6 albumów studyjnych i jeden live. Płyty te były przyjmowane bardzo różnie, a ich styl znacznie się zmieniał.
W 1980 został wydany album British Steel. Utwory na płycie były krótsze i bardziej chwytliwe, ale zachowywały mocny, metalowy styl. Piosenki takie jak United, Breaking the Law i Living After Midnight były często odtwarzane w radiu. Następny album Point of Entry stworzony w podobnym stylu nie został aż tak doceniony przez krytyków. Jednakże promująca go trasa koncertowa okazała się sukcesem, szczególnie doceniono nowe wykonania utworów Solar Angels i Heading Out to the Highway.

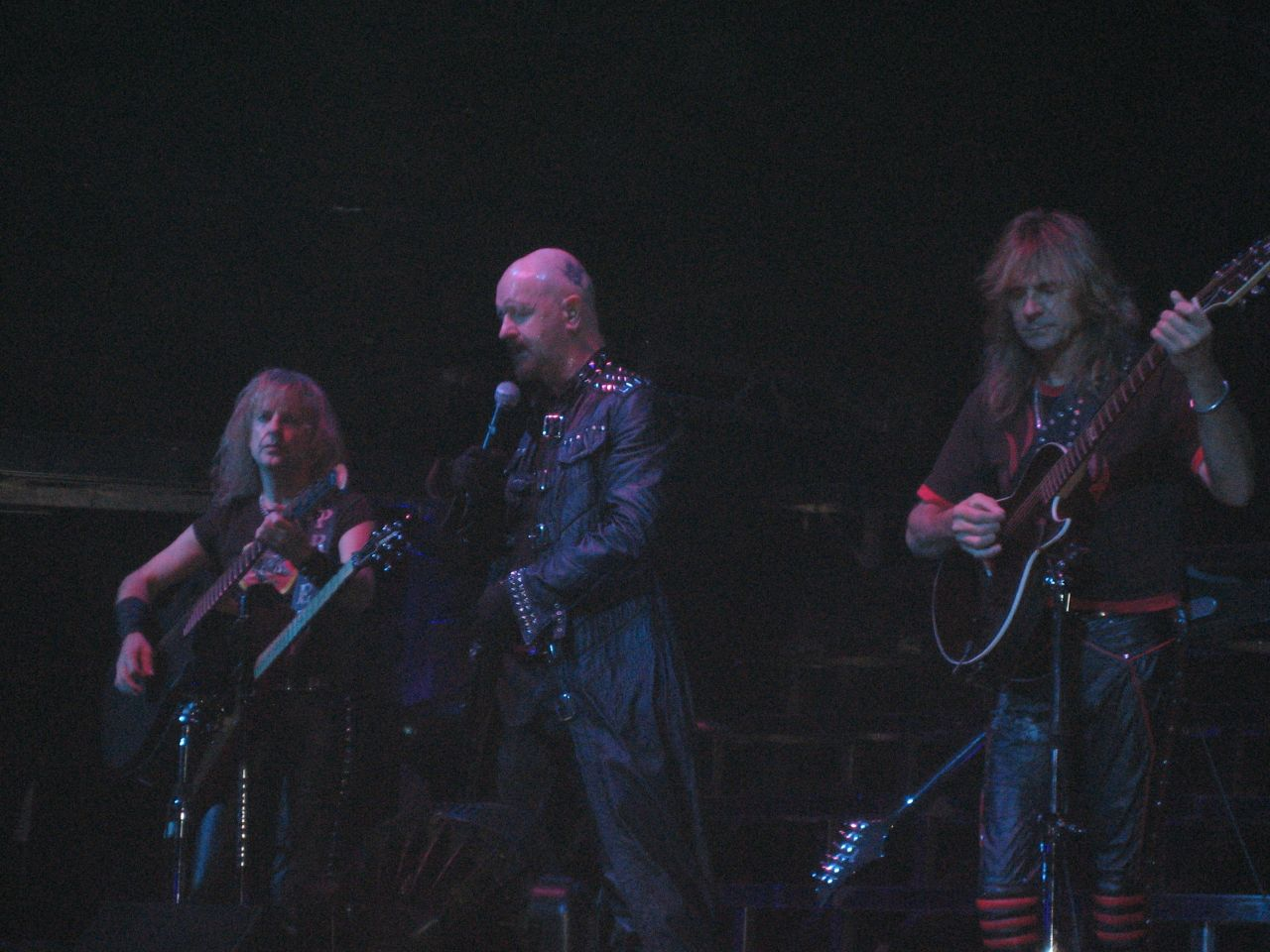
K.K. Downing, Rob Halford i Glenn Tipton w trakcie koncertu

W 1982 roku wydany został album Screaming for Vengeance zawierający piosenkę You’ve Got Another Thing Comin', która była masowo odtwarzana w największych amerykańskich stacjach radiowych. Piosenki Electric Eye i Riding on the Wind stały się bardzo popularnymi utworami granymi na koncertach. Utwór (Take These) Chains został wydany jako singiel i był bardzo często odtwarzany w amerykańskim radio. Płyta ta zdobyła w Ameryce status podwójnej platynowej płyty. Płyta została uznana za jedno z największych dokonań zespołu, jak i dzieł heavymetalowych w ogóle.
Defenders of the Faith zostało wydane w 1984 roku. Mimo iż album był bardziej progresywny niż wcześniejsze albumy, część krytyków nazwało go '„Screaming for Vengeance II” ze względu na podobieństwo do poprzedniego albumu.
13 lipca 1985 r., Judas Priest, razem z Black Sabbath i innymi wykonawcami, zagrali na Live Aid. Zespół zagrał na stadionie JFK w Filadelfii. Grupa zagrała tam Living After Midnight, The Green Manalishi (With The Two-Pronged Crown) i (You’ve Got) Another Thing Comin'.
Turbo zostało wydane w kwietniu 1986 roku, pierwotnie planowane jako dwupłytowy album – Twin Turbos. Zespół przyjął bardziej kolorowy wygląd sceniczny, a ich muzyka stała się bardziej popularna dzięki dodaniu syntetyzatorów gitarowych. Album również zdobył status platynowej płyty i miał bardzo udaną trasę promującą. Następny album live nagrany w trasie, nazwany Priest...Live! został wydany rok później. Na płycie znalazły się ulubione utwory fanów, wydane w latach 80.
Krótkometrażowy film dokumentalny Heavy Metal Parking Lot, stworzony przez Jeffa Krulika i Johna Heyna w 1986 roku pokazywał fanów heavy metalu czekających 31 maja 1986 roku na koncert Judas Priest w Capital Centre w Landover w stanie Maryland.
W maju 1988 wydany został album Ram It Down, zawierający kilka przerobionych piosenek, które nie znalazły się na Turbo i kilka zupełnie nowych. Jeden z recenzentów nazwał Ram It Down „stylistyczną ewolucją”, gdyż była to według niego  „...próba uwolnienia się od syntetyzatorów... i powrót do tradycyjnego metalu z dni ich gasnącego blasku”. Twierdził on, że album pokazał „…jak bardzo do tyłu byli... thrashmetalowcy, którzy mieli ogromny wpływ” we wcześniejszych latach. W roku 1989 Dave Holland opuścił zespół. W 1990 roku do zespołu dołączył były perkusista Racer X, Scott Travis, który niedługo później nagrał z zespołem nowy album. Painkiller był powrotem do tradycyjnego, jednak szybszego i ostrzejszego metalu z początku lat 80. Okrzyknięty przez krytyków i fanów, jako najlepszy album Judas Priest i jako jeden z najlepszych albumów metalowych wszech czasów. Poza piosenką A Touch of Evil w żadnym utworze nie został użyty syntetyzator. W czasie trasy koncertowej zespół wystąpił z takimi zespołami jak Megadeth, Pantera, Sepultura, Testament jako supporty i zakończył się na Rock in Rio w Brazylii przed ponad 100 tys. fanów.

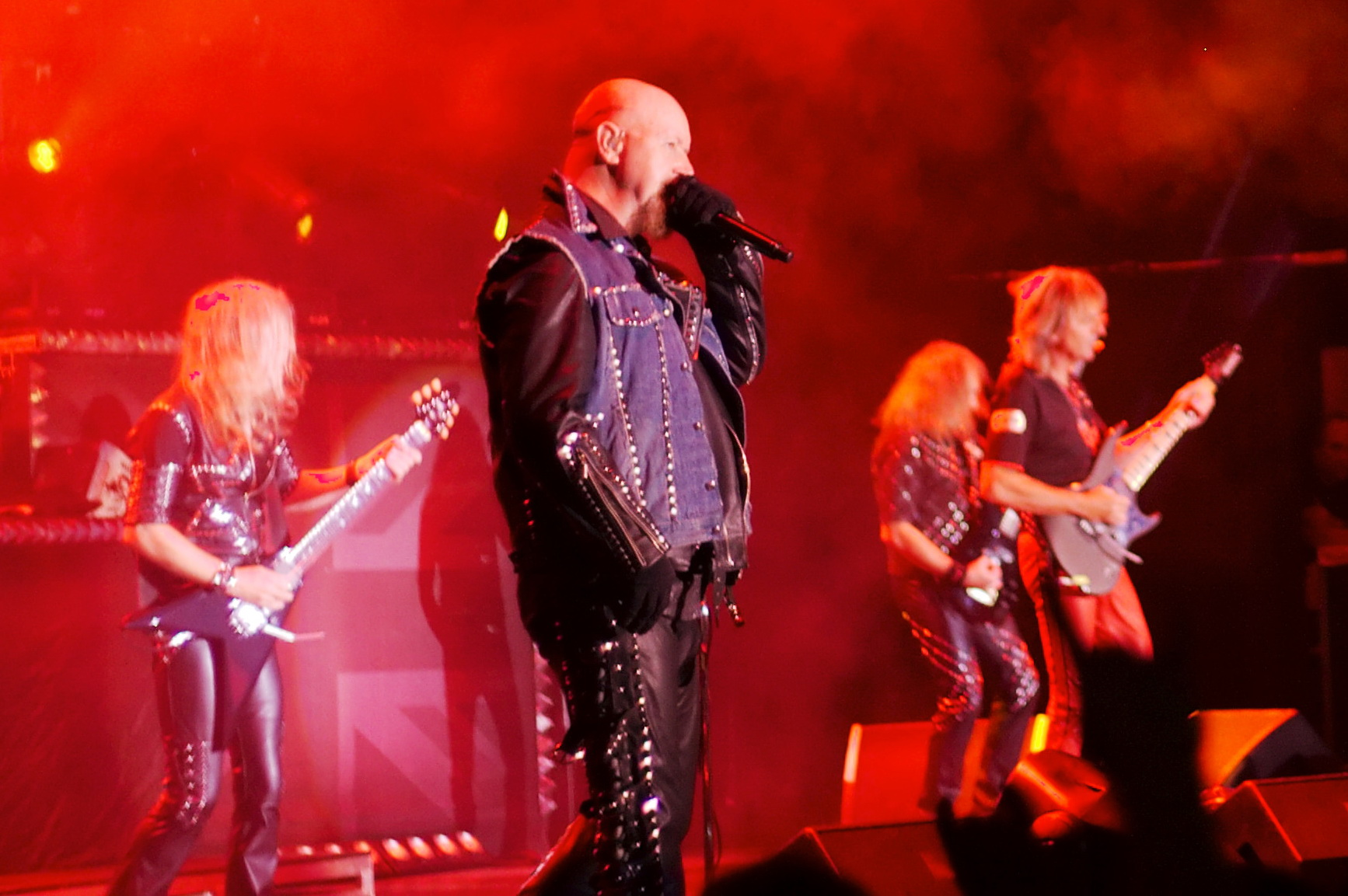
Judas Priest na koncercie Summerfest w Milwaukee w stanie Wisconsin

Częścią występu scenicznego Judas Priest bardzo często był wjazd Roba Halfoda na scenę na Harleyu, ubranego w motocyklowe skóry i okulary przeciwsłoneczne. W czasie występu w Toronto w czerwcu 1991 roku, Halford został ciężko ranny, gdyż w czasie wjazdu uderzył w podwyższenie dla perkusisty, które zostało zasłonięte przez mgłę, stworzoną na potrzeby występu. Występ został opóźniony, jednak Halford postanowił zagrać cały koncert przed pojechaniem do szpitala. Hill później zauważył, że musiał bardzo cierpieć. W 2007 roku w czasie wywiadu Rob twierdził, że wypadek nie miał nic wspólnego z jego odejściem z zespołu.

#### Proces o komunikaty podprogowe
Latem 1990 roku zespół zaangażował się w postępowanie cywilne, gdyż zostali oskarżeni o spowodowanie samookaleczenia za pomocą broni palnej w 1985 roku 20-letniego Jamesa Vance’a i 18-letniego Raymonda Belknapa w Sparks w stanie Nevada. 23 grudnia 1985 r. Vance i Belknap, po kilku godzinach picia piwa, palenia marihuany i rzekomego słuchania Judas Priest poszli na plac zabaw kościoła w Sparks z 12 kalibrową strzelbą, by popełnić samobójstwo. Belknap pierwszy strzelił sobie w podbródek i zmarł tuż po naciśnięciu spustu. Vance strzelił w siebie, przeżył, lecz zniekształcił sobie twarz.
Rodzice chłopców i zespół prawników stwierdzili, że w tekście piosenki Better By You, Better Than Me z albumu Stained Class ukryty jest podprogowy komunikat „do it” („zrób to”). Utrzymywali, że polecenie w piosence wywołało próbę samobójczą. Proces trwał od 16 lipca do 24 sierpnia 1990 i został oddalony. Jeden ze świadków obrony, Dr Timothy E. Moore, napisał artykuł dla amerykańskiego magazynu Skeptical Inquirer, dokumentując proces.
Proces został uwzględniony także w dokumentalnym filmie z 1991 roku pt. Dream Deceivers: The Story Behind James Vance Vs. Judas Priest. W filmie Halford skomentował, że gdyby chcieli umieszczać komunikaty podprogowe w tekstach, to zabijanie swoich fanów byłoby bezsensowne i woleliby umieścić wiadomość „kupuj więcej naszych nagrań”. Odnośnie do stwierdzenia, że komunikat „zrób to” nawołuje do samobójstwa, Halford podkreślił, że „zrób to” nie jest adresowane do niczego konkretnego.

#### Odejście Halforda (1991–1992)
Po zakończeniu trasy koncertowej promującej Painkiller w 1991, Halford odszedł z Judas Priest. We wrześniu 1991 r. zaczęło dochodzić do spięć między członkami zespołu. Halford założył własny thrashmetalowy zespół Fight, w którym sesyjnym perkusistą był Scott Travis. Halford przyznał, że zainspirowany Panterą chciał poznać nowe muzyczne terytorium, a z powodu zobowiązań w umowie opuścił Judas Priest w maju 1992 r.
Halford współpracował z Judas Priest nad albumem kompilacyjnym zatytułowanym Metal Works ’73–’93 stworzonym, by uczcić ich dwudziestą rocznicę. Pojawił się również w filmie o tym samym tytule, który dokumentował ich dokonania i w którym pierwszy raz oficjalnie ogłoszono jego odejście z grupy.
W wywiadzie dla MTV w roku 1998, Halford ujawnił swoją homoseksualność, co było lekkim zaskoczeniem dla fanów i członków zespołu, którzy go wcześniej wspierali i nie chcieli, aby to ujawnił, argumentując to pragnieniem ochrony wizerunku jego, jak i zespołu.

### Tim Owens (1996–2003)
Tim „Ripper” Owens, który wcześniej śpiewał w tribute bandzie „British Steel”, bo tak nazywał się zespół swoją nazwę zawdzięczając tytułowi jednej z najbardziej znanych płyt zespołu, został nowym wokalistą Judas Priest w roku 1996. Nagrał z Judas Priest dwa albumy studyjne, Jugulator i Demolition oraz dwa dwupłytowe albumy live '98 Live Meltdown i Live in London, którego później została wydana wersja DVD. Mimo że Jugulator sprzedawał się dość dobrze, dostawał różne oceny i tylko jedna piosenka, legendarne Cathedral Spires została bardzo dobrze odebrana przez fanów i stała się najbardziej popularną piosenką Owensa. Demolition wydane w 2001 roku było wielkim rozczarowaniem i mimo kilku dobrych utworów, szybko zostało zapomniane.
W tym okresie początek kariery solowej rozpoczął też gitarzysta Glenn Tipton (on jednak nie odszedł z zespołu), wydając solowy i bardzo dobrze odebrany album Baptizm of Fire, który nagrał z takimi sławami jak Cozy Powell czy John Entwistle.

### Zjednoczenie (2003–2006)

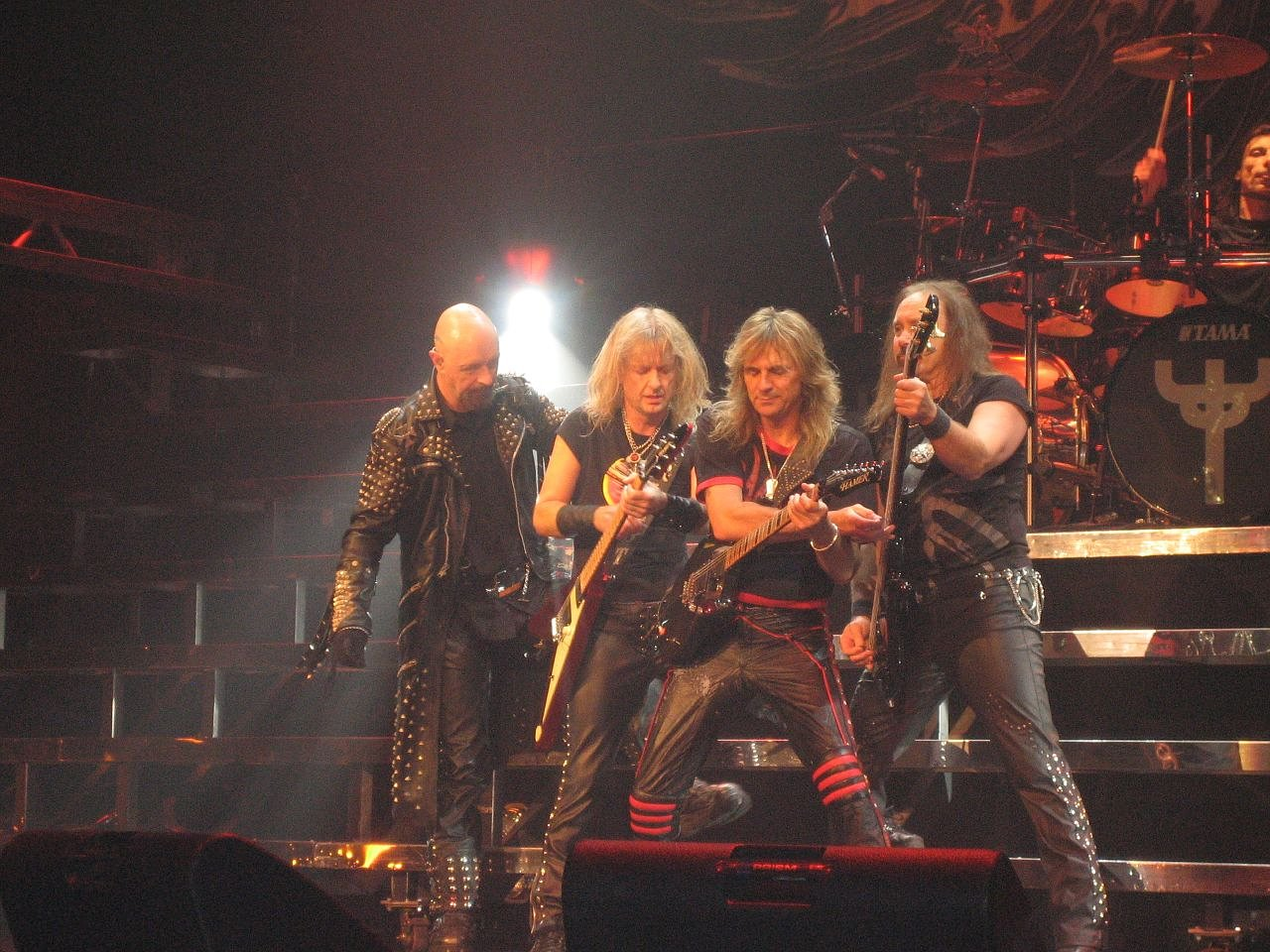
Judas Priest podczas koncertu 2 października 2005 roku w Moline w stanie Illinois

Po jedenastu latach osobno, w wyniku stałych próśb o zjednoczenie, Judas Priest i Rob Halford oświadczyli, że Rob ponownie dołączy do Judas Priest w lipcu 2003 roku (mimo że wcześniej Halford upierał się, „że nigdy tego nie zrobi”). Z tej okazji zespół wydał box set Metalogy, zespół ruszył również w tournée po Europie i był jedną z ważnych gwiazd na Ozzfest w 2004 roku, a jego występ był przez większość amerykańskich mediów nazwany najważniejszym. Judas Priest i „Ripper” Owens rozstali się w przyjaźni. Po odejściu z zespołu, Tim Owens dołączył do Iced Earth.
Nowy album studyjny, Angel of Retribution, został wydany 1 marca 2005 roku przez Sony Music/Epic Records i osiągnął komercyjny sukces. Po wydaniu rozpoczęła się supportująca trasa koncertowa, która również była sporym sukcesem.
Przed premierą nowego albumu Halford przestał pisać teksty dla swojego solowego projektu, a po trasie koncertowej w lipcu 2006 r. ogłosił, że zamierza stworzyć swoją własną wytwórnie, nazwaną Metal God Entertainment, gdzie będzie wydawał wszystkie swoje solowe płyty na własną rękę. W listopadzie 2006 r. zremasterował swoje wcześniejsze albumy i wydał ekskluzywnie poprzez iTunes Store. Dwa nowe utwory nagrane dla czwartej płyty, Forgotten Generation i Drop Out, również zostały wydane w iTunes Store.

#### VH1 Rock Honors
Wraz z KISS, Queen i Def Leppard, Judas Priest zostało inauguracyjnie odznaczone w „VH1 Rock Honors”. Ceremonia miała miejsce 26 maja 2006 roku w Las Vegas, w Nevadzie i została wyemitowana 31 maja 2006 roku. Ich występ był poprzedzony występem zespołu Godsmack, który zagrał mieszankę Electric Eye / Victim of Changes / Hell Bent for Leather, czyli jednych z najbardziej docenianych utworów, Judas Priest zagrał natomiast Breaking the Law, The Green Manalishi (With The Two-Pronged Crown) i You’ve Got Another Thing Comin', przed którego wykonaniem Halford wjechał na scenę na Harleyu.

### Nostradamus(2008–2010)
W wywiadzie dla MTV.com w czerwcu 2006 roku, frontman Rob Halford, powiedział w odniesieniu do nowego albumu grupy, że będzie to concept album o 16-wiecznym francuskim pisarzu Nostradamusie, „Nostradamus jest bardzo metalowy, prawda? Był alchemikiem, jak i jasnowidzem – osobą z nadzwyczajnym talentem. Jego pasjonujące życie było pełne prób i utrapień, i radości, i smutku. Jest bardzo ludzką postacią i znanym na świecie indywidualistą. Możesz wziąć jego imię i przetłumaczyć je na dowolny język na świecie i każdy go zna i to jest ważne, ponieważ mamy tu do czynienia z odbiorcami na całym świecie.” Poza tworzeniem zupełnie nowego lirycznego gruntu dla zespołu, album zawiera także wiele muzycznych elementów, które mogą zaskoczyć fanów. „Będzie zawierał wiele głębi”, powiedział Halford. „Będzie masa elementów symfonicznych. Możemy to zagrać z orkiestrą i nie będzie to przesada. Momentami być może użyjemy ogromnego chóru, a keyboard będzie bardziej słyszalny, mimo że wcześniej był rzadko słyszalny.” Nostradamus został wydany w czerwcu 2008, a zespół rozpoczął trasę koncertową w tym samym miesiącu.
Na początku lutego 2009 roku, zespół wstąpił w szeregi zespołów przeciwstawiających się przeciwko kupowaniu biletów i potem sprzedawaniu ich przez tzw. „koników” tuż przed koncertami, zespół potępił te praktyki, gdyż bilety były sprzedawane znacznie powyżej ich wartości nominalnej i zachęcił fanów do kupowania biletów z oficjalnych źródeł. W tym samym miesiącu, Judas Priest kontynuowali swoją trasę koncertową, przynosząc ich „Priest Feast” („ucztę kapłana”, wraz z gościnnymi występami Megadeth i Testament), w wielu miejscach w Anglii, Walii, Szkocji i Irlandii w lutym i marcu 2009 roku. Stamtąd „uczta” przeniosła się do Szwecji. W marcu Judas Priest występowali w Portugalii, w której nie byli od 2005 roku. Trasa koncertowa była kontynuowana w Mediolanie we Włoszech, a potem w Paryżu, we Francji, gdzie Halford ostatni raz wystąpił z Judas Priest w 1991 roku.
Od czerwca do sierpnia 2009 roku, Judas Priest byli w trasie mającej uczcić 30 rocznicę wydania British Steel; album był na każdym koncercie wykonywany cały wraz z utworami z innych płyt. Judas Priest w trasie miało być wraz z Davidem Coverdalem i grupą Whitesnake. Niestety, Whitesnake musiało pozostawić swoją nieukończoną trasę po koncercie 11 sierpnia 2009 w Denver w stanie Kolorado, natomiast piosenkarz David Coverdale zachorował na poważną infekcję gardła i musiał przestać śpiewać, by uniknąć całkowitego uszkodzenia strun głosowych.
14 lipca 2009 roku, Judas Priest wydali nowy album live, A Touch of Evil: Live zawierający 11 poprzednio nie wydanych utworów z tras koncertowych z lat 2005 i 2008. Wykonanie Dissident Aggressor wygrało w 2010 Nagrodę Grammy za najlepsze metalowe wykonanie.
W maju 2010 roku Halford powiedział, że zespołowi zaoferowano gwiazdę w Hollywoodzkiej Alei Sławy, ale „my nigdy tam nie byliśmy w momencie, kiedy oni chcieli zrobić ceremonię”. Wyjawił również, że trasa Nostradamusa jest rozważana: „Byliśmy ostatnio w Hollywood, by spotkać się z producentami i agentami, więc jak widać wiele rzeczy dzieje się za kulisami”.
Electric Eye zostało użyte w pierwotnej wersji Toy Story 3, ale zostało ostatecznie zastąpione przez inny utwór.

### Epitaph World Tour (2010–2011)
Judas Priest ogłosili 7 grudnia 2010 roku, że ich Epitaph World Tour będzie pożegnalną trasą zespołu i powinna się rozpocząć przed 2012 rokiem. W styczniu 2011 r., w wywiadzie Halford powiedział o zbliżającej się „emeryturze” zespołu tak:
„Wiesz, myślę, że to już czas. Nie jesteśmy pierwszym zespołem, który chce zakończyć karierę, to jest punkt do jakiego każdy dochodzi w pewnym momencie i myślę, że powiemy jeszcze kilka rzeczy w przyszłym roku, więc najważniejszą rzeczą jest prosić o nie myślenie o tym jako o smutnej rzeczy, rozpocząć świętowanie i cieszyć się, myśląc o wszystkich wielkich rzeczy jakie zrobiliśmy w Judas Priest”.
27 stycznia 2011 roku, Judas Priest było w trakcie pisana nowych tekstów, zespół powiedział również o planach na przyszłość: „…to bynajmniej nie koniec zespołu. W rzeczywistości, aktualnie piszemy nowe teksty, ale myślimy, że to będzie ostatnia tak ogromna, światowa trasa koncertowa.” Mówiąc o nowym materiale, 26 maja na konferencji w Los Angeles, Glenn Tipton rzekł: „To dość różny materiał. Tak naprawdę, ten album jest bardziej sentymentalny. W pewnym sensie uważam, że to również może być nasz pożegnalny album, choć może nie być ostatnim. Pewne hymny na płycie będą wyrazem naszego hołdu dla fanów.”

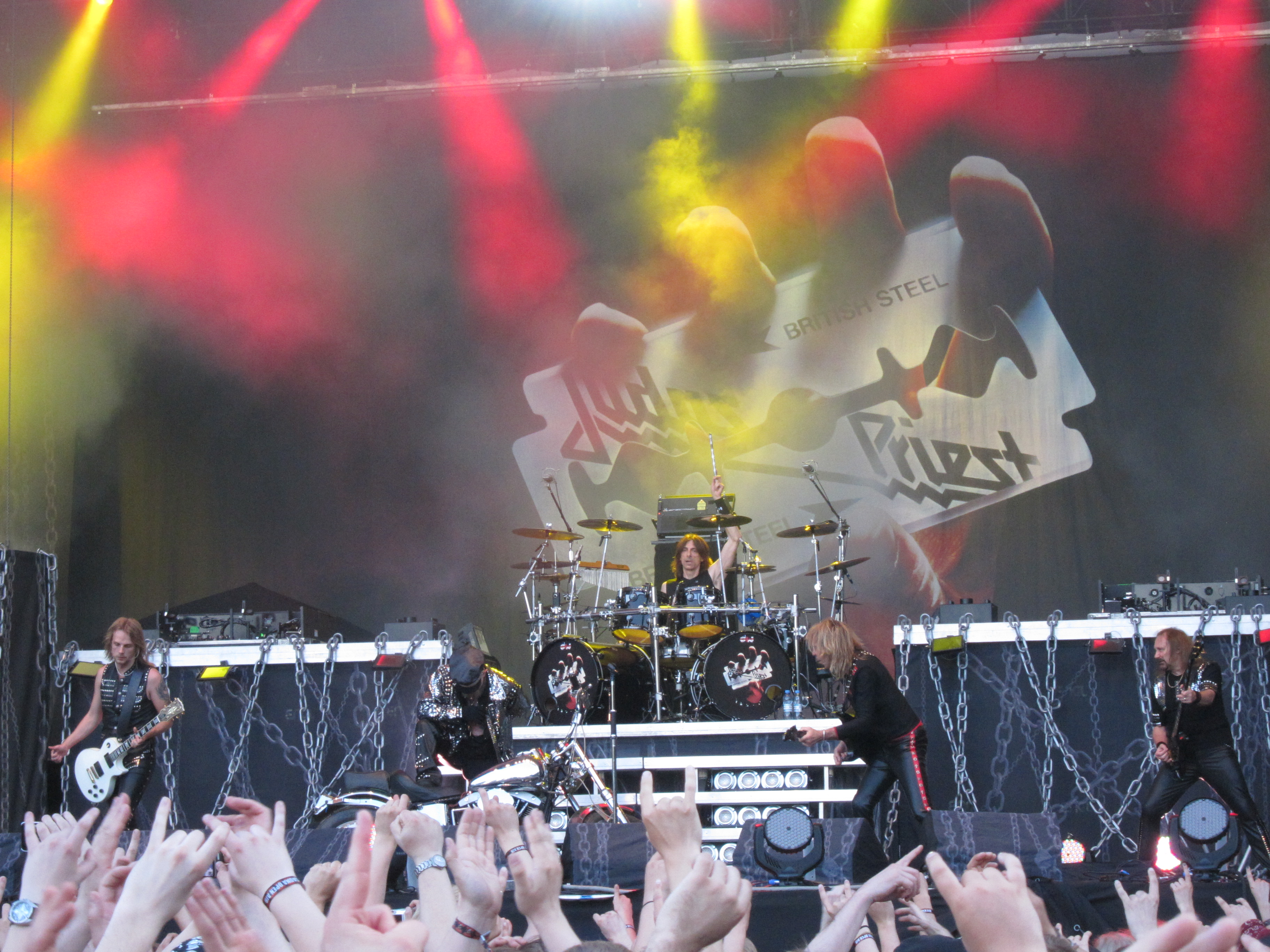
Judas Priest występujące na Sauna Open Air Metal Festival w Tampere w czerwcu 2011 roku.

20 kwietnia 2011 ogłoszono, że K.K. Downing odszedł z zespołu i nie ukończy Epitaph World Tour. Downing powiedział o różnicach w zespole i zarządzaniu oraz o problemach w porozumiewaniu się z innymi członkami. Richie Faulkner, gitarzysta zespołu Lauren Harris, został zastępcą, a trasa Epitaph World Tour mogła się rozpocząć. Odejście Downinga pozostawiło basistę Iana Hilla jako ostatniego założyciela zespołu.
25 maja 2011 roku, Judas Priest wystąpiło w finale 10 sezonu American Idol wraz z Jamesem Durbinem. Był to ich pierwszy występ zespołu bez K.K. Downinga. Grupa zagrała połączenie Living After Midnight z Breaking the Law.
7 czerwca 2011 roku zespół ogłosił, że późnym latem planowanie jest wydanie box setu Single Cuts, zawierającego kolekcję singli zespołu.
W czerwcu 2011 roku, w wywiadzie dla Billboard, Halford wyjaśnił, że on i Tipton „mają 12 albo 14 utworów całkowicie nakreślonych” na ich nowy album. Powiedział też, że cztery z nich zostały już nagrane i zmiksowane i planowana data premiery nowego albumu to 2012 rok.
13 września, Prieści ogłosili planowane wydanie nowego kompilacyjnego albumu, The Chosen Few, zbiór piosenek wybrany przez różnych heavymetalowych muzyków.
Amerykański thrash-metalowy zespół Anthrax nazwał jedną z piosenek w geście hołdu dla Judas Priest na ich albumie Worship Music, wydanym w 2011 roku.

### Redeemer of Souls (2011–2015)
22 grudnia 2013 Judas Priest w swoich życzeniach bożonarodzeniowych oznajmili, że zamierzają wydać kolejny album w 2014. 28 kwietnia udostępnili tytułowy utwór albumu, zdradzając jego nazwę Redeemer of Souls. Album został wydany 8 lipca 2014 i spotkał się bardzo pozytywnym odbiorem fanów. Był to także ich pierwszy album, który wbił się w 10 najlepiej sprzedających się albumów tego okresu w USA według The Billboard 200. Wraz z premierą albumu ruszyła trasa The Redeemer of Souls Tour, która trwała od 1 października 2014 do 17 grudnia 2015. Owocem tej trasy był Battle Cry, szósty album koncertowy wydany 25 marca 2016. Został on nagrany na Wacken Open Air Festival 1 sierpnia 2015.

### Firepower (od 2015)
Już w 2015 Ritchie Faulkner zdradził, że zespół chce rozpocząć nagrywanie nowego albumu studyjnego w 2016 roku. W styczniu w wywiadzie dla Ultimate Classic Rock na temat 30-lecia albumu Turbo, Rob Halford zdradził, że prace w studiu już trwają i album powinien być gotowy do połowy 2017. Zespół odłożył jednak premierę albumu na 2018, przygotowując tym samym dużą trasę koncertową. 4 stycznia 2018 pojawił się w sieci utwór Lightning Strike, zapowiadając tym samym album Firepower.
Po zapowiedzi Firepower Tour, 12 lutego 2018 ku rozczarowaniu fanów Glenn Tipton ogłosił, że stwierdzono u niego chorobę Parkinsona, co przekreśliło mu finalnie możliwość grania na gitarze (jego problemy zdrowotne z palcami trwały już od ponad 10 lat i wiele osób przewidywało, że przyjdzie moment, w którym nie będzie już w stanie grać). Na jego miejsce został wyznaczony Andy Sneap.
Album został wydany 9 marca 2018.

## W grach komputerowych
W XXI wieku nowe pokolenie zaczęło poznawać Judas Priest dzięki używaniu ich muzyki w soundtrackach do gier. W 2001 roku w wydanej na konsole PlayStation 2 grze Gran Turismo 3: A-Spec użyto piosenki Turbo Lover, w soundtrackach do wydanej na PC i Xboxa 360 gry Prey i wydanych w 2005 roku Guitar Hero i RoadKill użyto utworu You’ve Got Another Thing Comin', tak samo jak w 2002 roku w Grand Theft Auto: Vice City, która gra w metalowej stacji V-Rock, w prequelu, wydanym w 2006 roku, Grand Theft Auto: Vice City Stories, jedną z piosenek granych w V-Rock było Electric Eye, RoadKill zawierał jeszcze Heading Out to the Highway, granej w klasycznie rockowej pseudostacji radiowej.
Guitar Hero Encore: Rocks the 80s zawierało Electric Eye razem z intro, The Hellion. 'W soundtracku Gran Turismo 4 znalazło się Freewheel Burning, które było również w grach Skate It i Skate 2. Breaking the Law zostało umieszczone w wydanej na PC, PS2 i Xboxa grze Scarface: Człowiek z blizną. 18 kwietnia 2008 roku Harmonix Music Systems ogłosiło, że pierwszym całym albumem możliwym do pobrania dla ich popularnej gry Rock Band będzie Screaming for Vengeance. Album można pobierać od 22 kwietnia dla Xboxa 360 i od 24 kwietnia dla PlayStation 3. Sequel, Rock Band 2, zawiera piosenkę Painkiller jako najtrudniejszy utwór dla wszystkich instrumentów w grze. W Guitar Hero: Metallica użyta została piosenka Hell Bent for Leather, a 14 lipca wydana została paczka zawierająca trzy piosenki Judas Priest w wersji live, Dissident Aggressor (z Sin After Sin), Eat Me Alive (z Defenders of the Faith) i Prophecy (z Nostradamus). Dla serii dostępny jest także album British Steel w wersji wydanej na 30 rocznicę, w której wszystkie piosenki są nagrane w wersji live. Guitar Hero: Smash Hits, które jest kompilacją poprzednich, ale zaktualizowanych utworów z serii Guitar Hero, zawiera utwór Electric Eye. Painkiller został użyty w Madden NFL 2010 i w Guitar Hero: Van Halen.
Utwory The Hellion i Screaming for Vengeance z albumu Screaming for Vengeance grane są na oficjalnej stronie gry Brütal Legend. Piosenki Battle Hymn, The Hellion/Electric Eye, Leather Rebel, One Shot at Glory i Painkiller są jednymi ze 108 utworów użytych w grze, a Painkiller był grany przy ostatniej klimatycznej walce z bossem. Rob Halford udzielał także głosu dla Generała Lionwhyte i Fire Barona, choppera Lionwhyte’a, który był wzorowany na Halfodzie. Dodatkowo gitarzysta Glenn Tipton, nagrał solówki dla głównego bohatera Brutal Legend, Eddiego Riggsa, a drugi gitarzysta, K.K. Downing dla dwóch głównych czarnych charakterów.
W Fallout 3 jest zbroja nazwana po piosence Leather Rebel, a jedna z postaci w serii Guilty Gear wzorowana jest na Judas Priest, Order Sol, a jego specjalna umiejętność nazwana jest po piosence All Guns Blazing.

## Styl i wpływ
Judas Priest było jednym z pierwszych heavymetalowych zespołów, który wprowadził dwie gitary prowadzące, na których grali K.K. Downing i Glenn Tipton. Połączyli oni brzmienie gitar z unikalnym stylem wokalnym Roba Halforda, by stworzyć charakterystyczny heavyrockowy styl. Jest on często przywoływany przez wpływ na podgatunek rocka, heavy metal.
Wielu ludzi, wliczając w to wpływowych muzyków i wybitne hardrockowe i heavymetalowe zespoły, wierzy, że u podstaw czegoś, co można nazwać „czystym” heavy metalem są wczesne płyty Judas Priest: Sad Wings of Destiny (1976), Sin After Sin (1977) i Stained Class.
Zespół często grał szybciej niż większość grup rockowych tamtych czasów i wniósł bardziej „metalowy” dźwięk gitar. Piosenki wahały się od prostych i bezpośrednich (np. Starbreaker, White Heat, Red Hot), aż do uporządkowanych piosenek, zawierających fragmenty szybkie i głośne, jak i wolniejsze i łagodniejsze (np. Victim of Changes, Run of the Mill, Beyond the Realms of Death). Niektóre piosenki, jak np. Exciter z 1978 roku, były uznawane za przełomowe przez ich czystą srogość i szybkość; zespoły, które coverowały, nie licząc Motörhead, grały je w takim samym tempie. Inne utwory, jak Dissident Agressor, Sinner i Tyrant, były wtedy jednymi, z „najcięższych” piosenek, a dzisiaj są uważane za klasyczne metalowe utwory.
Album z 1978 roku, Killing Machine (w 1979 wydany w USA pod nazwą Hell Bent for Leather) pokazuje zmianę stylu na krótsze, ostrzejsze i bardziej amerykańskie piosenki. Kolejny album, British Steel (wydany 14 kwietnia 1980 r.), poszedł nawet bardziej w tym kierunku i był prawdopodobnie pierwszym albumem z popowymi „hakami”, nagranym w zwięzłej formie, dzięki której był lubiany przez stacje radiowe.
Kolejny album zespołu, Point of Entry (wydany 26 lutego 1981 r.), jest nieco trudniejszy do zdefiniowania, dźwięki są bardzo „surowe” (tzn. brzmienie manipulowane jest tylko minimalnie), a piosenki są bardziej nastrojowe i utrzymane w wolniejszym niż zwykle tempie. Jak przyznał gitarzysta Glenn Tipton, Point of Entry miał trudne zadanie utrzymania się, mimo wysoko ustawionej przez poprzednie albumy poprzeczki i nie udało mu się tego dokonać. Następny album, Screaming for Vengeance (wydany 17 lipca 1982 r.), który zawierał popularny radiowy hit, You’ve Got Another Thing Comin’, razem z kolejnym, Defenders of the Faith (wydany 4 stycznia 1984 r.) jeszcze raz ustawiły wysokie standardy w żywości i produkcji oraz kontynuowały wpływ Judas Priest na kształt heavymetalowego brzmienia. Turbo z 15 kwietnia 1986 wprowadził syntezator gitarowy do szablonu ich brzmienia.
Ram It Down (wydany w 1988 r.) był albumem zawierającym kilka porzuconych i przerobionych utworów z poprzedniego albumu, Turbo, łącznie z tytułowym utworem, album zdobył niewielką komercyjną popularność. Styl był cięższy niż materiał z Turbo, jednak cały czas zawierał syntezatorowe elementy, tak jak poprzednik.
Na Painkiller (1990), Judas Priest powróciło do bardziej bezpośredniego heavy metalu z bardziej technicznym i kontrabasowym stylem perkusji nowego członka zespołu, Scotta Travisa. Ten album stanowi jeden z najcięższych i najintensywniejszych albumów z dyskografii zespołu, na którym słychać charakterystyczny znak Halforda, a w niektórych utworach jego wysoko tonowy głos wzrasta do rozdzierającego uszy krzyku. Death metalowy zespół Death pochodzący z Florydy, scoverował tytułowy utwór na ich albumie The Sound of Perseverance, wydanym w 1998 roku.
Judas Priest wydało również dwa albumy z Timem ‘Ripperem’ Owensem po odejściu Halforda. Jugulator przedstawiał mroczniejsze brzmienie, a teksty skupiały się na surowszych tematach niż jakikolwiek inny album zespołu, wpływ na to miały zapożyczenia z thrash/death metalu. Po różnych opiniach o Jugulatorze, kolejny album, Demolition starał się dotrzeć do każdego fana, łącząc w sobie Jugulatorowy styl riffów, nawiązania do Priestów z lat 80 i sporadycznie nu metalowe dodatki takie jak quasi-rapping, próbki i przemysłowy styl beatów.
Angel of Retribution (2005), który był pierwszym albumem Roba Halforda od 1990 roku, przyczynił się do ożywienia klasycznego heavy metalu. Zawierał piosenki w klasycznym stylu zespołu, takie jak Judas Rising i Hellrider, jak i utwory łączące umiarkowane tempo, bardziej słyszalną perkusję i mniej słyszalne gitary (Worth Fighting For, Wheels of Fire), balladę (Angel) i legendarne Lochness trwające 13:28, który jest najdłuższym utworem grupy.
Kolejny wpis w dyskografii Judas Priest, album Nostradamus został wydany w czerwcu 2008 roku. Dwupłytowy album koncepcyjny opisuje życie XVI-wiecznego francuskiego proroka, Michaela de Nostredame. Na albumie przeważają heavymetalowe, wolne lub umiarkowanie wolne utwory, jednak w części utworów (zwłaszcza w tytułowej piosence) cały czas słychać charakterystyczne heavymetalowe brzmienie zespołu.

### Wpływ na gatunek
Judas Priest miało wpływ na muzykę metalową od połowy lat 70, zarówno pośrednio, jak i bezpośrednio. Został uznany w 2010 roku za 78. pod względem ważności artystę wszech czasów przez VH1 i drugi co do ważności zespół metalowy przez MTV (po Black Sabbath). Slayer uznał ich oddanie dla gatunku, wykonując cover Dissident Aggressor z Sin After Sin na swoim albumie South of Heaven.
Oprócz brzmienia, Judas Priest znani są również ze zrewolucjonizowania heavymetalowego ubioru. Rob Halford przybrał wizerunek macho, który dzisiaj znany jest jako styl hardcore metalowy/motocyklowy/S&M. Halford ubiera się tak od 1978 (co pokrywa się z wydaniem albumu Killing Machine), a reszta zespołu wraz z nim. Ten styl ubioru stał się filarem heavy metalu; wkrótce kilka innych zespołów, szczególnie grających NWoBHM i wczesne ruchy blackmetalowe również przejęły modę zaczętą przez Halforda. Spowodowało to odrodzenie się metalu we wczesnych latach 80, a moda dostała się zarówno do mainstreamu, jak i undergroundu. Nawet teraz nie jest łatwo znaleźć artystę metalowego, który nie ma podobnego wizerunku scenicznego.
Ich popularność i status jednego z przykładowych i wpływowych heavymetalowych zespołów przyniosły im przydomek „Metal Gods” („Bogów Metalu”) od nazwy jednej z ich piosenek.

## Trasy koncertowe
- Judas Priest Tour 1969
- The Return of the Priest Tour 1970–1971 (Pierwszy koncert trasy z Black Sabbath)
- Whiskey Woman Tour 1972
- Never Turn Your Back on a Friend Tour 1973 (Pierwsza trasa z Robem Halfordem, Judas Priest było supportem Budgie)
- Gull Records Tour 1974 (Pierwsza trasa z Glennem Tiptonem, Judas Priest ponownie supportowało Budgie)
- Rocka Rolla Tour 1974
- Sad Wings of Destiny Tour 1975–1976
- Sin After Sin Tour 1977
- Stained Class Tour 1978
- Hell Bent for Leather Tour 1978–1979
- British Steel Tour 1980
- World Wide Blitz Tour 1981
- World Vengeance Tour 1982–1983
- Metal Conqueror Tour 1984
- Live Aid 1985
- Fuel for Life Tour 1986
- Mercenaries of Metal Tour 1988
- Painkiller Tour 1990
- Operation Rock ’n’ Roll Tour 1991
- Jugulator World Tour 1998
- Demolition World Tour 2001–2002
- Reunited Summer Tour 2004
- Ozzfest Tour 2004
- Retribution World Tour 2004–2005
- 2008/2009 World Tour 2008–2009
- Epitaph World Tour 2011–2012
- Redeemer of Souls Tour 2014–2015
- Firepower World Tour 2018–2019
- 50 Heavy Metal Years World Tour 2020-2022
- Invicible Shields Tour 2024-2025

## Muzycy

### Obecny skład zespołu
- Rob Halford – śpiew (1973–1993; od 2003)
- Glenn Tipton – gitara (od 1974)
- Richie Faulkner – gitara (od 2011)
- Ian Hill – gitara basowa (od 1969)
- Scott Travis – perkusja (od 1989)

### Byli członkowie zespołu
- K.K. Downing – gitara (1969–2011)[44]
- Al Atkins – śpiew (1970–1973)
- John Ellis – perkusja (1970–1971)
- Alan Moore – perkusja (1971–1972, 1975–1976)
- Chris Campbell – perkusja (1972–1973)
- John Hinch – perkusja (1973–1975)
- Les Binks – perkusja (1977–1979)
- Dave Holland – perkusja (1979–1989)
- Tim „Ripper” Owens – śpiew (1996–2003)

### Muzycy sesyjni
- Don Airey – keyboard, syntezator na Painkiller (1990 – utwór „A Touch of Evil”), Demolition (2001 – kilka utworów), Angel of Retribution (2005 – kilka utworów), Nostradamus (2008 – kilka utworów)
- Jeff Martin – wokal wspierający na Turbo (1986 – utwór Wild Nights, Hot & Crazy Days)
- Simon Phillips – perkusja na Sin After Sin
- Tom Allom – tłuczenie butelek po mleku i piwie na British Steel (1980 – utwór „Breaking the Law”)

## Dyskografia

### Albumy studyjne
| 1974                           | Rocka Rolla - Data: 6 września 1974 - Wydawca: Gull Records                                   | –  | –   | –  | –  | –  | –  | –  | –  | –  | –  | –  |                                                  |
| 1976                           | Sad Wings of Destiny - Data: 23 marca 1976 - Wydawca: Gull Records                            | –  | –   | –  | –  | –  | –  | –  | –  | –  | –  | –  |                                                  |
| 1977                           | Sin After Sin - Data: 23 kwietnia 1977 - Wydawca: Columbia Records                            | 23 | –   | –  | –  | –  | –  | –  | 49 | –  | –  | –  | - USA: złota płyta                               |
| 1978                           | Stained Class - Data: 10 lutego 1978 - Wydawca: Columbia Records                              | 27 | 173 | –  | –  | –  | –  | –  | –  | –  | –  | –  | - USA: złota płyta                               |
| 1978                           | Killing Machine/Hell Bent for Leather - Data: 9 października 1978 - Wydawca: Columbia Records | 32 | 128 | –  | –  | –  | –  | –  | –  | –  | –  | –  | - USA: złota płyta                               |
| 1980                           | British Steel - Data: 14 kwietnia 1980 - Wydawca: Columbia Records                            | 4  | 34  | 59 | 82 | –  | –  | –  | 20 | 46 | –  | –  | - USA: platynowa płyta - CAN: złota płyta        |
| 1981                           | Point of Entry - Data: 26 lutego 1981 - Wydawca: Columbia Records                             | 14 | 39  | –  | –  | –  | 32 | –  | 14 | –  | –  | –  | - USA: złota płyta                               |
| 1982                           | Screaming for Vengeance - Data: 17 lipca 1982 - Wydawca: Columbia Records                     | 11 | 17  | 75 | –  | –  | 26 | –  | 14 | –  | –  | –  | - USA: 2x platynowa płyta - CAN: platynowa płyta |
| 1984                           | Defenders of the Faith - Data: 4 stycznia 1984 - Wydawca: Columbia Records                    | 19 | 18  | –  | 12 | –  | 17 | 27 | 2  | –  | –  | –  | - USA: platynowa płyta - CAN: platynowa płyta    |
| 1986                           | Turbo - Data: 15 kwietnia 1986 - Wydawca: Columbia Records                                    | 33 | 17  | –  | –  | –  | 13 | 57 | 10 | –  | –  | –  | - USA: platynowa płyta - CAN: platynowa płyta    |
| 1988                           | Ram It Down - Data: 17 maja 1988 - Wydawca: Columbia Records                                  | 24 | 31  | –  | 8  | 14 | 5  | 25 | 5  | –  | –  | –  | - USA: złota płyta - CAN: złota płyta            |
| 1990                           | Painkiller - Data: 3 września 1990 - Wydawca: Columbia Records                                | 26 | 26  | –  | 14 | 22 | 19 | –  | 19 | –  | –  | –  | - USA: złota płyta - CAN: złota płyta            |
| 1997                           | Jugulator - Data: 28 października 1997 - Wydawca: CMC International                           | –  | 82  | 9  | 43 | 34 | –  | –  | 33 | 24 | –  | –  |                                                  |
| 2001                           | Demolition - Data: 31 lipca 2001 - Wydawca: Atlantic Records                                  | –  | 165 | 16 | 72 | 50 | –  | –  | 55 | –  | 72 | –  |                                                  |
| 2005                           | Angel of Retribution - Data: 28 lutego 2005 - Wydawca: Epic Records                           | 39 | 13  | 5  | 19 | 10 | 6  | 46 | 3  | 6  | 43 | 23 |                                                  |
| 2008                           | Nostradamus - Data: 17 czerwca 2008 - Wydawca: Epic Records                                   | 30 | 11  | 5  | 12 | 13 | 12 | 38 | 5  | 3  | 38 | –  |                                                  |
| 2014                           | Redeemer of Souls - Data: 15 lipca 2014 - Wydawca: Epic Records                               | 12 | 6   | 3  | 6  | 6  | 3  | –  | 5  | 1  | 22 | 8  |                                                  |
| 2018                           | Firepower - Data: 9 marca 2018 - Wydawca: Epic Records                                        | 5  | 5   | 2  | 3  | 2  | 5  | 16 | 1  | 2  | 30 | 5  |                                                  |
| 2024                           | Invincible Shield - Data: 9 marca 2024 - Wydawca: Epic Records/Columbia                       |    |     |    |    |    |    |    |    |    |    |    |                                                  |
| „–” pozycja nie była notowana. |                                                                                               |    |     |    |    |    |    |    |    |    |    |    |                                                  |

### Albumy koncertowe
| 1979                           | Unleashed in the East - Data: październik 1979 - Wydawca: Columbia Records         | 10 | 70 | –  | –  | –  | –  | –  | –  | - USA: platynowa płyta                |
| 1987                           | Priest...Live! - Data: 21 czerwca 1987 - Wydawca: Columbia Records                 | 47 | 38 | 23 | 18 | 22 | 16 | 19 | 68 | - USA: złota płyta - CAN: złota płyta |
| 1998                           | Live Meltdown - Data: 29 września 1998 - Wydawca: SPV GmbH                         | –  | –  | 63 | –  | –  | –  | –  | –  |                                       |
| 2003                           | Live in London - Data: 8 kwietnia 2003 - Wydawca: SPV GmbH                         | –  | –  | 54 | –  | –  | –  | –  | –  |                                       |
| 2009                           | A Touch of Evil: Live - Data: 14 lipca 2009 - Wydawca: Sony Music                  | 87 | –  | –  | –  | –  | –  | –  | –  |                                       |
| 2010                           | British Steel – 30th Anniversary – Live - Data: 10 maja 2010 - Wydawca: Sony Music | –  | –  | –  | –  | –  | –  | –  | –  |                                       |
| „–” pozycja nie była notowana. |                                                                                    |    |    |    |    |    |    |    |    |                                       |

### Albumy kompilacyjne
| 1993                           | Metal Works - Data: 18 maja 1993 - Wydawca: Sony Music                                            | 37 | 155 | 50 | 40 | –  | –  |
| 1998                           | The Best of Judas Priest: Living After Midnight - Data: 3 lutego 1998 - Wydawca: Columbia Records | –  | –   | –  | –  | –  | –  |
| 2004                           | Metalogy - Data: 11 maja 2004 - Wydawca: Columbia Records                                         | –  | –   | –  | –  | –  | –  |
| 2006                           | The Essential Judas Priest - Data: 11 kwietnia 2006 - Wydawca: Columbia Records                   | –  | –   | –  | –  | 21 | 23 |
| 2011                           | Single Cuts - Data: 22 sierpnia 2011 - Wydawca: Columbia Records                                  | –  | –   | –  | –  | –  | –  |
| 2011                           | The Chosen Few - Data: 11 października 2011 - Wydawca: Legacy/Sony                                | –  | –   | –  | –  | –  | –  |
| 2012                           | The Complete Albums Collection - Data: 12 czerwca 2012 - Wydawca: Legacy/Sony                     | –  | –   | –  | –  | –  | –  |
| „–” pozycja nie była notowana. |                                                                                                   |    |     |    |    |    |    |

### Tribute albumy
| Rok  | Tytuł                                                                                                 |
| ---- | --- |
| 1996 | A Tribute to Judas Priest: Legends of Metal - Data: 23 września 1996 - Wydawca: Century Media Records |

## Wideografia
| Rok  | Tytuł                                      | Certyfikat             |
| ---- | ------------------------------------------ | ---------------------- |
| 1983 | Judas Priest Live (VHS)                    |                        |
| 1986 | Fuel for Life (VHS)                        | - USA: złota płyta     |
| 1987 | Priest...Live! (VHS)                       | - USA: złota płyta     |
| 1993 | Metal Works '73–'93 (VHS)                  |                        |
| 2001 | British Steel (VHS/DVD)                    |                        |
| 2002 | Live in London (VHS/DVD)                   |                        |
| 2003 | Electric Eye (DVD)                         | - USA: platynowa płyta |
| 2005 | Rising in the East (VHS/DVD)               | - USA: złota płyta     |
| 2006 | Live Vengeance '82 (DVD)                   |                        |
| 2010 | British Steel – 30th Anniversary DVD (DVD) |                        |
| 2013 | Epitaph (DVD/Blu-ray)                      |                        |

## Nagrody i wyróżnienia
| Rok  | Kategoria              | Tytułem               | Nagroda                         | Nota      | Źródło |
| ---- | ---------------------- | --------------------- | ------------------------------- | --------- | ------ |
| 2005 | Best Live Band         | Judas Priest          | Metal Hammer Golden Gods Awards | Nominacja | [ 59 ] |
| 2005 | Best album             | Angel of Retribution  | Metal Hammer Golden Gods Awards | Laur      | [ 59 ] |
| 2007 | Hall of Fame           | Judas Priest          | Kerrang! Awards                 | Laur      | [ 60 ] |
| 2008 | Best UK Band           | Judas Priest          | Metal Hammer Golden Gods Awards | Nominacja | [ 61 ] |
| 2010 | Best Metal Performance | „Dissident Aggressor” | Grammy                          | Laur      | [ 62 ] |
| 2010 | Best UK Band           | Judas Priest          | Metal Hammer Golden Gods Awards | Nominacja | [ 63 ] |
| 2011 | Icons                  | Judas Priest          | Metal Hammer Golden Gods Awards | Laur      | [ 64 ] |
| 2015 | Inspiration Award      | Judas Priest          | Kerrang! Awards                 | Laur      | [ 65 ] |